# Aphodius ater
Aphodius ater es una especie de coleóptero de la familia Scarabaeidae. A. ater se alimenta del estiércol de ovejas y vacas.

## Distribución geográfica
Habita en el paleártico: Europa y Asia.